# Parasigmoidella plevorum
Parasigmoidella plevorum är en kackerlacksart som beskrevs av Roth, L. M. 1991. Parasigmoidella plevorum ingår i släktet Parasigmoidella och familjen småkackerlackor.
Artens utbredningsområde är Papua Nya Guinea. Inga underarter finns listade i Catalogue of Life.